# Saison 2025-2026 de l'Olympique lyonnais
Maillots
Dernière mise à jour : -.
Chronologie
Saison précédente Saison suivante
La saison 2025-2026 de l'Olympique lyonnais est la 76e saison de l'histoire du club, et la 37e consécutive en Ligue 1.

## Transferts

### Mercato estival
| Nom                 | Nationalité | Poste          | Transfert              | Provenance/Destination  | Division            | Références |
| ------------------- | ----------- | -------------- | ---------------------- | ----------------------- | ------------------- | ---------- |
| Arrivées            |             |                |                        |                         |                     |            |
| Tyler Morton        | Angleterre  | Milieu         | 10 M€                  | Liverpool Football Club | Premier League      | [ 1 ]      |
| Matt Turner         | États-Unis  | Gardien de but | 8 M€                   | Nottingham Forest       | Premier League      | [ 2 ]      |
| Pavel Šulc          | Tchéquie    | Milieu         | 7,5 M€                 | FC Viktoria Plzeň       | Chance Liga         | [ 3 ]      |
| Dominik Greif       | Slovaquie   | Gardien de but | 4 M€                   | RCD Mallorca            | La Liga             | [ 4 ]      |
| Ruben Kluivert      | Pays-Bas    | Défenseur      | 3,78 M€                | Casa Pia                | Liga Portugal       | [ 5 ]      |
| Afonso Moreira      | Portugal    | Attaquant      | 2 M€                   | Sporting CP             | Liga Portugal       | [ 6 ]      |
| Adam Karabec        | Tchéquie    | Milieu         | Prêt                   | Sparta Prague           | Chance Liga         | [ 7 ]      |
| Orel Mangala        | Belgique    | Milieu         | Retour de prêt         | Everton FC              | Premier League      | [ 8 ]      |
| Départs             |             |                |                        |                         |                     |            |
| Rayan Cherki        | France      | Attaquant      | 40 M€                  | Manchester City         | Premier League      | [ 9 ]      |
| Lucas Perri         | Brésil      | Gardien de but | 16 M€                  | Leeds United            | Premier League      | [ 10 ]     |
| Jordan Veretout     | France      | Milieu         | 0,5 M€                 | Al-Arabi SC             | Qatar Stars League  | [ 11 ]     |
| Saïd Benrahma       | Algérie     | Attaquant      | 15 M€                  | Neom SC                 | Saudi Pro League    | [ 12 ]     |
| Amin Sarr           | Suède       | Attaquant      | 5 M€                   | Hellas Verona           | Serie A             | [ 13 ]     |
| Johann Lepenant     | France      | Milieu         | 2,5 M€                 | FC Nantes               | Ligue 1             | [ 14 ]     |
| Adryelson           | Brésil      | Défenseur      | 2,2 M€                 | Al-Wasl                 | UAE Pro League      | [ 15 ]     |
| Alexandre Lacazette | France      | Attaquant      | Fin de contrat         | Neom SC                 | Saudi Pro League    | [ 16 ]     |
| Nemanja Matić       | Serbie      | Milieu         | Résiliation de contrat | -                       |                     | [ 17 ]     |
| Duje Ćaleta-Car     | Croatie     | Défenseur      | Prêt                   | Real Sociedad           | La Liga             | [ 18 ]     |
| Matt Turner         | États-Unis  | Gardien de but | Prêt                   | New England Revolution  | Major League Soccer | [ 19 ]     |

### Mercato hivernal
| Nom      | Nationalité | Poste | Transfert | Provenance/Destination | Division |
| -------- | ----------- | ----- | --------- | ---------------------- | -------- |
| Arrivées |             |       |           |                        |          |
| -        | -           | -     | -         | -                      | -        |
| Départs  |             |       |           |                        |          |
| -        | -           | -     | -         | -                      | -        |

## Effectif professionnel actuel
Le premier tableau liste l'effectif professionnel de l'OL pour la saison 2025-2026. Le second recense les prêts effectués par le club lors de cette même saison.
En grisé, les sélections de joueurs internationaux chez les jeunes mais n'ayant jamais été appelés aux échelons supérieurs une fois l'âge-limite dépassé ou les joueurs ayant pris leur retraite internationale.

## Compétitions
| Championnat de France | Ligue Europa | Coupe de France |
| --------------------- | ------------ | --------------- |
|                       |              |                 |
| 0V 0N 0D              | 0V 0N 0D     | 0V 0N 0D        |
| TOTAL: 0V 0N 0D       |              |                 |

### Championnat de France
| Rang | Équipe               | Pts | J | G | N | P | Bp | Bc | Diff | Qualification ou relégation                                                     |
| ---- | -------------------- | --- | - | - | - | - | -- | -- | ---- | ------------------------------------------------------------------------------- |
| 3    | RC Strasbourg Alsace | 3   | 1 | 1 | 0 | 0 | 1  | 0  | +1   | Qualification pour la phase de ligue de la Ligue des champions                  |
| 4    | AJ Auxerre           | 3   | 1 | 1 | 0 | 0 | 1  | 0  | +1   | Qualification pour le troisième tour de qualification de la Ligue des champions |
| 5    | Olympique Lyonnais   | 3   | 1 | 1 | 0 | 0 | 1  | 0  | +1   | Qualification pour la phase de ligue de la Ligue Europa                         |
| 6    | Toulouse FC          | 3   | 1 | 1 | 0 | 0 | 1  | 0  | +1   | Qualification pour les barrages de la Ligue Conférence                          |
| 7    | Angers SCO           | 3   | 1 | 1 | 0 | 0 | 1  | 0  | +1   |                                                                                 |

### Ligue Europa
La Ligue Europa 2025-2026 est la 55e édition de la Ligue Europa, la deuxième des compétitions européennes inter-clubs. Elle est divisée en deux phases, une phase de ligue de huit matchs, puis les huit premières équipes poursuivent la compétition en huitièmes de finale et les équipes classées entre la 9e et la 24e place s'affronteront en barrage de la phase à élimination directe.
Tottenham remet en jeu son titre de l'année précédente obtenu face à Manchester United.

### Coupe de France
La coupe de France 2025-2026 est la 109e édition de la coupe de France, une compétition à élimination directe mettant aux prises tous les clubs de football amateurs et professionnels à travers la France métropolitaine et les DOM-TOM. Elle est organisée par la FFF et ses ligues régionales.

## Voir Aussi
- Olympique lyonnais
- Championnat de France de football 2025-2026
- Parc Olympique lyonnais